# Chobera bicuspidatum
Chobera bicuspidatum is een vlinder van de familie van de grasmotten (Crambidae). De wetenschappelijke naam van deze soort is voor het eerst voorgesteld als Thliptoceras bicuspidatum door Dandan Zhang in een publicatie uit 2014.

## Verspreiding
De soort komt voor in China (Guangdong).

## Type
- holotype: "male, 7.VII.2012. leg. Li Jin-wei, genitalia slide XJW12006"
- instituut: IESYU, Guangzhou, China
- typelocatie: "China, Shaoguan County, Guangdong, Mt. Danxiashan, 25°04'N, 113°64'E, 96 m"